# بشتالية

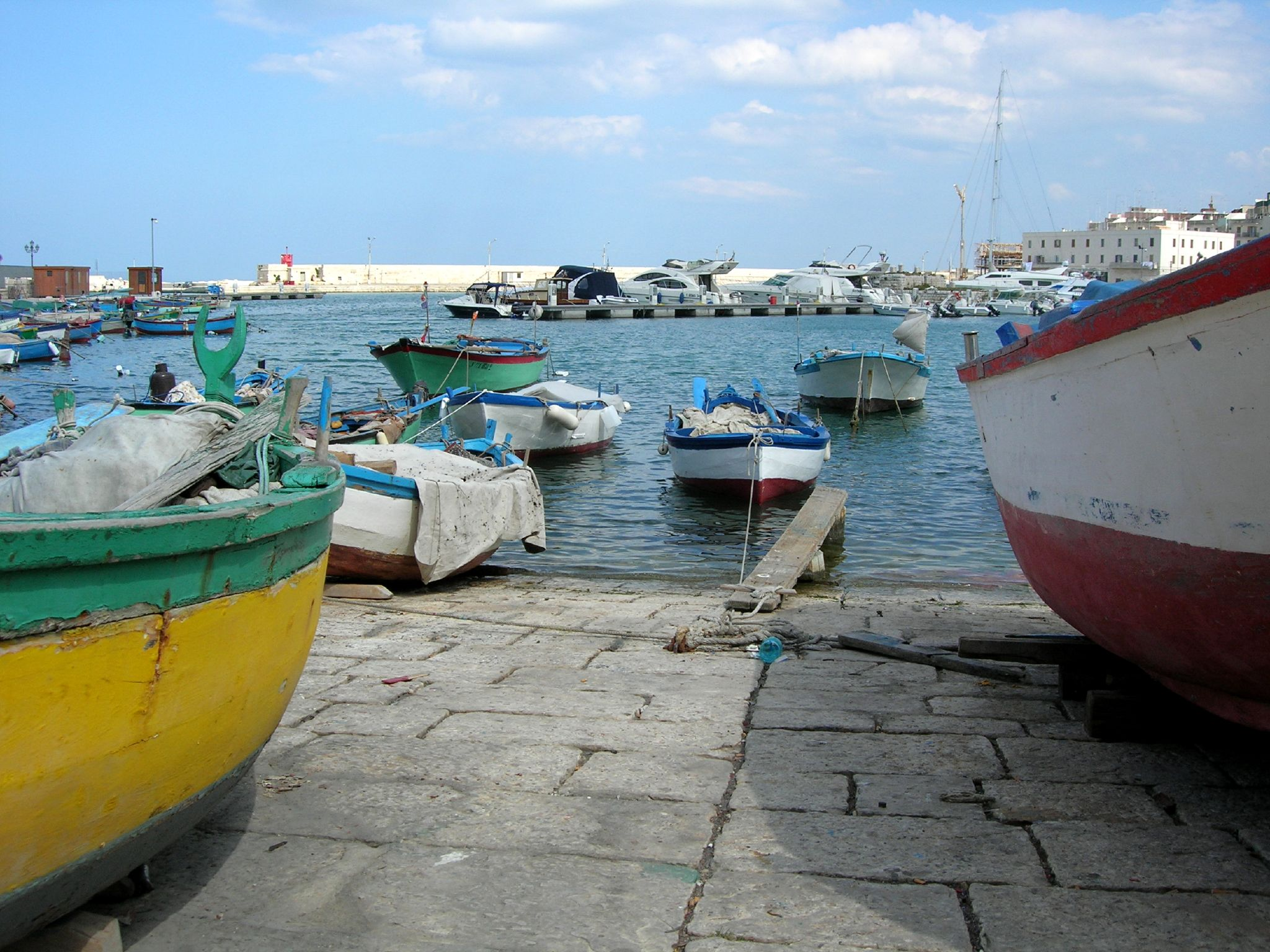
مرفأ باذُوَة

بشتالية أو بيشيليي (بالإيطالية: Bisceglie)‏، مدينة جنوب إيطاليا تقع على البحر الأدرياتيكي في مقاطعة بارليتا أندريا تراني ضمن إقليم بولية، سكانها حوالي 53.736 نسمة. كانت تسمى في العصر الروماني Vigiliae أي (حارس المكان).
نظرا لموقعها الجغرافي وابراج المراقبة العديدة بها، استخدمت لمراقبة البحر لرؤية أي أعداء محتملين. ووفقا لتفسير بديل، اسمها مستمد من viscilia (السنديانة)، الشجرة الموجودة مع أشياء أخرى على شعار المدينة.
قال فيها الادريسي: «ثم إلى ملبنت أربعة أميال ويروى ملفنت بالفاء ويقابلها في البر روبة وروبة مدينة متوسطة حسنة وبينها وبين البحر ستة أميال ومن ملفنت إلى بشتالية ويقابلها في البر قورات وبينها وبين البحر تسعة أميال.»

## السكان
في سنة 1861 بلغ عدد السكان 19٬239 نسمة، وتطور العدد ليصل في سنة 2011 لـ 54٬678 نسمة.
يظهر هذا المخطط البياني تطور النمو السكاني لـ بشتالية

## التاريخ
أراضيها سكنت منذ عصور قديمة، اكدت أبحاث وجود العديد من أضرحة الدولمن أهمها «كنياكا» "Chianca". أسسها النورمان في القرن الحادي عشر ووسعتها دولة الأرغونيون في القرن الخامس عشر. تحتفظ بالقليل من الشواهد من ماضيها اللامع: كنيسة سانتا مارغريتا من القرن الثاني عشر بأسلوب الرومانيكي البولييزي، والقلعة النورمانية، وكاتدرائية القرن الثالث عشر.
1. ↑  "Superficie di Comuni Province e Regioni italiane al 9 ottobre 2011" (بالإيطالية). Istituto nazionale di statistica. Retrieved 2019-03-16.
2. ↑   https://demo.istat.it/?l=it. {{استشهاد ويب}}: |url= بحاجة لعنوان (مساعدة) والوسيط |title= غير موجود أو فارغ (من ويكي بيانات) (مساعدة)
3. ↑  GeoNames (بالإنجليزية), 2005, QID:Q830106
4. 1 2  الإدريسي (1154)، نزهة المشتاق في اختراق الآفاق، ص. 764، QID:Q1089336
5. ↑  بيانات من موقع ISTAT - Istituto nazionale di statistica (ISTAT);  اطلع عليه بتاريخ 28-12-2012. نسخة محفوظة 28 يوليو 2019 على موقع واي باك مشين.